# 全能靈駒
全能靈駒（日語：フサイチゼノン），是日本出生的日本及美國純種競賽馬匹。生涯活躍於中距離賽事，曾於彌生賞取得冠軍，亦於鬥士錦標跑獲殿軍。

## 出賽前
1997年3月2日出生於北海道千歲市社台牧場，成長途中被馬主關口房朗購入。
其後交由栗東訓練中心練馬師田原成貴訓練。

## 競賽生涯

### 3歲（現2歲）
1999年12月21日出戰阪神競馬場3歲新馬戰，保持於中團位置下在直路稍為發力透出，於直路繼續加速下輕鬆超越對手取得首勝。

### 4歲（現3歲）
進入2000年，其以新山紀念作為首戰，選擇居中戰術下一直維持於較後的位置，並一直以緩慢節奏前進等待時機。進入直路後，其外檔位置衝出，可惜未能收窄和前方距離下僅跑獲第五。
其後出戰條件戰紫玉蘭賞，本次比賽取位較前之下一直一直保持於先頭約莫第五的位置，進入直路後順利透出並不斷加速，最終轟出全場最快末腳下拋離對手6馬位大勝。
3月5日出戰彌生賞，賽前因於紫玉蘭賞的表現取得第一人氣支持。比賽開始後，其保持於第六的位置順應步速穩定推進，對面直路中後段開始逐步加速，於通過第四彎道時經已進佔第二的位置。進入直路後，其迅速於中檔位置開步加速，跑出不俗的速度下率先透出並取得領先，後續亦能堅守位置阻止空中神宮的追擊，最終以1 1/4馬位優勢取得首個分級賽冠軍。
贏得彌生賞後，全能靈駒原本被視為皋月賞的奪冠大熱，然而練馬師田原成貴認為馬匹於彌生賞未能表現出爭勝的野心而選擇避戰，且沒有向馬主關口房朗知會相關情況。而後者得知此事情後取得大怒，因而安排其轉廄同屬栗東訓練中心的森秀行馬房，並於年間其餘時間進入休養。

### 4歲[a]
2001年2月復出於白富士錦標取得第五，其後出戰大阪城錦標亦未能回復狀態以第十二完賽。
完成以上賽事後，和關口相熟的馬主吉田照哉入股成為共同馬主，同時兩人宣佈安排全能靈駒轉籍美國，交由當地練馬師翟誠道訓練。
7月26日出戰轉籍美國後的首戰，為一場一般讓賽，最終跑出不俗表現下取得第二。
稍為調整過後於9月出戰一級賽鬥士錦標，雖然於比賽途中維持穩定的走勢，但最終仍然不敵期待、星運來及雅典娜取得第四。
完成鬥士錦標後，其被發現有傷在身，因而之後未有繼續出賽，但延至2002年秋季才正式退役。

### 詳細賽績
| 日期       | 舉辦國家 | 馬場   | 距離   | 級別 | 賽事名稱   | 負重 | 騎師     | 馬號 | 出馬 | 名次 | 時間     | 頭馬（二馬）     |
| ---------- | -------- | ------ | ------ | ---- | ---------- | ---- | -------- | ---- | ---- | ---- | -------- | ---------------- |
| 11/12/1999 | 日本     | 阪神   | 草1400 |      | 3歲新馬    | 54   | 藤田伸二 | 2    | 13   | 1    | 1:24.0   | （Admire Race）  |
| 9/1/2000   | 日本     | 京都   | 草1600 | GIII | 新山紀念   | 55   | 藤田伸二 | 8    | 15   | 5    | 1:36.2   | 大德之都         |
| 12/2/2000  | 日本     | 京都   | 草1600 | 500  | 紫玉蘭賞   | 55   | 藤田伸二 | 5    | 16   | 1    | 1:34.3   | （Tempest City） |
| 5/3/2000   | 日本     | 中山   | 草2000 | GII  | 彌生賞     | 55   | 藤田伸二 | 7    | 16   | 1    | 2:02.3   | （空中神宮）     |
| 3/2/2001   | 日本     | 東京   | 草2000 | OP   | 白富士錦標 | 55   | 藤田伸二 | 5    | 10   | 5    | 2:01.6   | A.P.Greed        |
| 10/3/2001  | 日本     | 阪神   | 草2000 | OP   | 大阪城錦標 | 56.5 | 藤田伸二 | 10   | 13   | 12   | 2:01.8   | Tamamo Hibiki    |
| 26/7/2001  | 美國     | 德爾馬 | 草1800 |      | 一般讓賽   | 54   | 史提芬   | 6    | 6    | 2    | 記錄缺失 | Quianlong        |
| 8/9/2001   | 美國     | 貝蒙園 | 草2200 | GI   | 鬥士錦標   | 57   | 史提芬   | 4    | 8    | 4    | 記錄缺失 | 期待             |

a 由2001年開始，日本跟隨國際馬齡顯示標準，以實歲標記馬匹

## 退役後
退役後，全能靈駒成為了配種馬，於美國加利福尼亞州聖伊內斯Magali牧場休養，在2003年進行配種。首批子嗣於2004年出生。首批子嗣可於2006年出賽。
2020年被轉移至美國新墨西哥州安東尼Wetherley牧場，繼續於此進行配種。
其後因為所在地關閉，其由配種馬退役，並於2024年2月時被發現出現於拍賣會上。為求對其作出保護，其最終以2000美金被拍下，送往加利福尼亞州索夫昂King Fisher牧場休養。
2024年3月9日，其因衰老及健康惡化以27歲高齡死亡。

## 血統簡介
父系週日寧靜是美國三冠賽雙冠馬，退役後在日本配種，在日本馬壇相當成功，贏得多項分級賽事，其子嗣贏得巨額獎金，連續12年成為日本冠軍種馬。祖父Halo爲美國賽駒，曾贏得一級賽冠軍，爲美國冠軍種馬。
母系Elizabeth Rose為日本賽駒，生涯戰績不俗，曾勝出三級賽人馬錦標。外祖父北方風味爲加拿大賽駒，於當地有不俗的戰績，退役後被社台集團引進日本作爲配種馬使用，於週日寧靜引入前一度爲日本最成功的種馬，於與當時象徵牧場的巴索隆齊名。

### 血統表
| 父線：週日寧靜系（Halo系）                     |                                |                 |                 |
| 種馬 週日寧靜 1986年（棕色）                   | Halo 1969年（棕色）            | Hail to Reason  | Turn-to         |
| 種馬 週日寧靜 1986年（棕色）                   | Halo 1969年（棕色）            | Hail to Reason  | Nothirdchance   |
| 種馬 週日寧靜 1986年（棕色）                   | Halo 1969年（棕色）            | Cosmah          | Cosmic Bomb     |
| 種馬 週日寧靜 1986年（棕色）                   | Halo 1969年（棕色）            | Cosmah          | Almahmoud       |
| 種馬 週日寧靜 1986年（棕色）                   | Wishing Well 1975年（棗色）    | Understanding   | Promised Land   |
| 種馬 週日寧靜 1986年（棕色）                   | Wishing Well 1975年（棗色）    | Understanding   | Pretty Ways     |
| 種馬 週日寧靜 1986年（棕色）                   | Wishing Well 1975年（棗色）    | Mountain Flower | Montparnasse    |
| 種馬 週日寧靜 1986年（棕色）                   | Wishing Well 1975年（棗色）    | Mountain Flower | Edelweiss       |
| 繁殖雌馬 Elizabeth Rose 1989年（栗色）         | 北方風味 1971年（栗色）        | 北地舞人        | 新北區          |
| 繁殖雌馬 Elizabeth Rose 1989年（栗色）         | 北方風味 1971年（栗色）        | 北地舞人        | Natalma         |
| 繁殖雌馬 Elizabeth Rose 1989年（栗色）         | 北方風味 1971年（栗色）        | Lady Victoria   | Victoria Park   |
| 繁殖雌馬 Elizabeth Rose 1989年（栗色）         | 北方風味 1971年（栗色）        | Lady Victoria   | Lady Angela     |
| 繁殖雌馬 Elizabeth Rose 1989年（栗色）         | November Rose 1982年（深棗色） | Caro            | Fortino         |
| 繁殖雌馬 Elizabeth Rose 1989年（栗色）         | November Rose 1982年（深棗色） | Caro            | Chambord        |
| 繁殖雌馬 Elizabeth Rose 1989年（栗色）         | November Rose 1982年（深棗色） | Jedina          | What a Pleasure |
| 繁殖雌馬 Elizabeth Rose 1989年（栗色）         | November Rose 1982年（深棗色） | Jedina          | Killaloe        |
| 雌系：Plucky Liege系（號族：16-a）             |                                |                 |                 |
| 五代內近親交配：Almahmoud 4×5、Lady Angela 5×4 |                                |                 |                 |

## 命名由來
名字中，Fusaichi（フサイチ）是馬主關口房朗的冠名，出自其名字中的「房」（フサ）加上「一」（イチ）組成，Zenon（ゼノン）則是希臘語，和古希臘神話中來自眾神之王宙斯的祝福有所連繫，香港則只取後半部分的音譯加以聯想，翻譯為「全能靈駒」。

## 外部連結
- 全能靈駒 netkeiba.com （页面存档备份，存于）
- 血統表 （页面存档备份，存于）